# Hạt Omega

Cấu trúc của hạt omega

Hạt omega thuộc gia đình hadron lớp hyperon. Là một trong những hạt không bền (thời gian tồn tại rất ngắn từ 8*1011 đến nhỏ hơn). Hạt được cấu tạo từ ba quark (s, c, b). Hạt omega đầu tiên được tìm thấy là Ω-,được tạo từ ba hạt strange quark.("thứ này có thể khiến thay đổi cả vũ trụ")

## Bảng phan loại các hạt omega
| Tên hạt                 | Ký hiệu | Các quark được chứa | Khối lượng nghỉ Mev/c2 | JP   | Q  | S  | C  | B  | Thời gian sống    | Phân rã thành các hạt       |
| ----------------------- | ------- | ------------------- | ---------------------- | ---- | -- | -- | -- | -- | ----------------- | --------------------------- |
| Omega                   | Ω-      | s                   | 1672.45±0.29           | 3⁄2+ | -1 | -3 | 0  | 0  | 8.21±0.11×10−11   | Λ0+Κ- hoặc Ξ0+π- hoặc Ξ-+π0 |
| Charmed Omega           | Ω0c     | sc                  | 2697,5±2,6             | 1⁄2+ | 0  | -2 | +1 | 0  | 6,9±1,2 × 10−14   | -                           |
| Bottom Omega            | Ω-b     | sb                  | 6054,4±6,8             | 1⁄2+ | -1 | -2 | 0  | -1 | 1,13 ± 0,53×10−12 | Ω- + J/ψ                    |
| Charmed(2) Omega        | Ω+cc    | sc                  | -                      | 1⁄2+ | +1 | -1 | +2 | 0  | -                 | -                           |
| Charmed bottom Omega    | Ω0cb    | scb                 | -                      | 1⁄2+ | 0  | -1 | -1 | -1 | -                 | -                           |
| Bottom(2) Omega         | Ω-bb    | sb                  | -                      | 1⁄2+ | -1 | -1 | 0  | -2 | -                 | -                           |
| Charmed(3) quark        | Ω++ccc  | c                   | -                      | 3⁄2+ | +2 | 0  | +3 | 0  | -                 | -                           |
| Charmed(2) Bottom Omega | Ω+ccb   | cb                  | -                      | 1⁄2+ | +1 | 0  | +2 | -1 | -                 | -                           |
| Charmed Bottom(2) Omega | Ω0cbb   | cb                  | -                      | 1⁄2+ | 0  | 0  | +1 | -2 | -                 | -                           |
| Bottom(3) Omega         | Ω-bbb   | b                   | -                      | 3⁄2+ | -1 | 0  | 0  | -3 | -                 | -                           |